# IC3PEAK
IC3PEAK је руски музички експериментално-електронски дуо који чине Анастасија Креслина и Николај Костиљев. Оформирани су у Москви октобра 2013. године. Првобитно су снимали музику на енглеском језику, а потом се пребацили на искључиво руски. Познати су по карактеристичним изведбама и табу и контроверзним темама у својим текстовима.

## Почеци
Како тврде чланови, уметнички пројекат основан је 19. октобра 2013. године. Пажњу су привукли комбиновањем различитих жанрова, карактеристичним аудио и визуелним изведбама, и табу и контроверзним темама у својим текстовима, као што су смрт, насиље и слично. Њихов деби био је мини-албум "Substances" који избачен 2014. године, и у целости је био на енглеском. Сам дует је урадио визуелни дизајн албума. Убрзо је избачен и њихов први спот за песму "Ether" за који су се побринули да сами све преконтролишу како би њихова идеја била што боље пренесена слушаоцима. Популарност у свету су имали од првог дана, а њихова популарност на просторима Русије је тек касније дошла. Прве наступе су одржали у Санкт Петербургу, а потом у Москви са публиком од 600 гледаоца. Своје прве наступе ван Русије имали су након избаченог другог мини албума "Vacuum" на територији Европе, у градовима као што су Париз, Рига, Праг, Хелсинки. 2 године касније, одржали су турнеју у Јужној Америци и имали велики наступ у Мексику.

## Стваралаштво на руском језику
3. новембра 2017. године, избацили су свој први албум на руском језику под насловом "Сладкая жизнь." Често су присутни елементи руске културе који долазе до изражаја у њиховим песмама. У јеку популарности у својој домовини, двојац објављује други албум на руском језику "Сказка" 28. септембра 2018. године, на којем су најпрепознатљивије песме "Сказка" и "Смерти больше нет." Трећи албум "До Свидания" објављен је 24. априла 2020. године, такође на руском језику. 

## Албуми
1. IC3PEAK (2015)
2. より多くの愛 (2015)
3. Fallal (2016)
4. Сладкая жизнь (2017)
5. Сказка (2018)
6. До свидания (2020)

## Мини.албум
1. SUBSTANCES (2014)
2. Vacuum (2014)

## Синглови
1. Ellipse (2014)
2. I’ll Be Found Remixes (2014)
3. Really Really (2014)
4. Kawaii / Warrior (2016)
5. КТО (2017)
6. Monster (2017)
7. THIS WORLD IS SICK (2018)
8. Сказка (2018)
9. Марш (2020)
10. TRRST (2020)
11. VAMPIR (2021)

## Спотови
1. ETHER (2014)
2. VACUUM (2014)
3. COLLAPSE (2014)
4. GO WITH THE FLOW (2016)
5. KAWAII WARRIOR (2017)
6. SO SAFE (2017)
7. MAKE YOU CRY (2017)
8. ГРУСТНАЯ СУКА (2017)
9. THIS WORLD IS SICK (2018)
10. СКАЗКА (2018)
11. СМЕРТИ БОЛЬШЕ НЕТ (2018)
12. МАРШ (2020)
13. ПЛАК-ПЛАК (2020)

## Награде
- Победили су на Jager Music Awards у категорији Електронике (2017)
- Освојили су награду Златног гаргојла у номинацији за Најбољи експериментални пројекат године (2017)